# Nymphon tripectinatum
Nymphon tripectinatum är en havsspindelart som beskrevs av Turpaeva, E.P. 1971. Nymphon tripectinatum ingår i släktet Nymphon och familjen Nymphonidae. Inga underarter finns listade i Catalogue of Life.